# ジェノバケーキ
ジェノバケーキ(Genoa cake)は、サルタナ、カラントまたはレーズン、サクランボ、アーモンド、オレンジピールの砂糖漬けを小麦粉、卵、バター、砂糖からなる生地に入れて焼いたケーキである。

## 起源
19世紀からレシピが存在していたイギリスでは、主にジェノバケーキと呼ばれるが、16世紀のジェノバのクリスマスケーキに起源を持つパンドルチェの一種である。ジェノバケーキとは異なり、伝統的なパンドルチェは松の実を主材料とし、パンのように酵母を用いて数時間かけて膨らませる。この本来の形は、今日ではパンドルチェ・アルト(pandolce alto)と呼ばれ、ベーキングパウダーを用いるものはパンドルチェ・バッソ(pandolce basso)と呼ばれる。後者は、イギリスで販売されるジェノバケーキと基本的に同じもので、しっとりしているがポロポロした食感である。
ジェノバケーキという用語は、ジェノバに関連する別の2つのケーキを指す場合もある。ジェノワーズという軽いスポンジケーキと、パン・ド・ジェーヌという濃厚なアーモンドケーキであり、どちらもフルーツケーキではない。